# プティクーディアク川方面作戦
プティクーディアク川方面作戦（プティクーディアクがわほうめんさくせん、Peteicodiac River Campaign）は、フレンチ・インディアン戦争中の1758年6月から11月にかけて、イギリス軍が行ったアカディア人追放作戦である。プティクーディアク川の流域に住んでいたアカディア人、サンジャン島方面作戦のような、かつての追放を逃れて住みついていたアカディア人が対象となった。ベノニ・ダンクスと、ジョセフ・ゴーラムのアメリカン・レンジャーズが作戦を遂行した。

## 歴史的背景

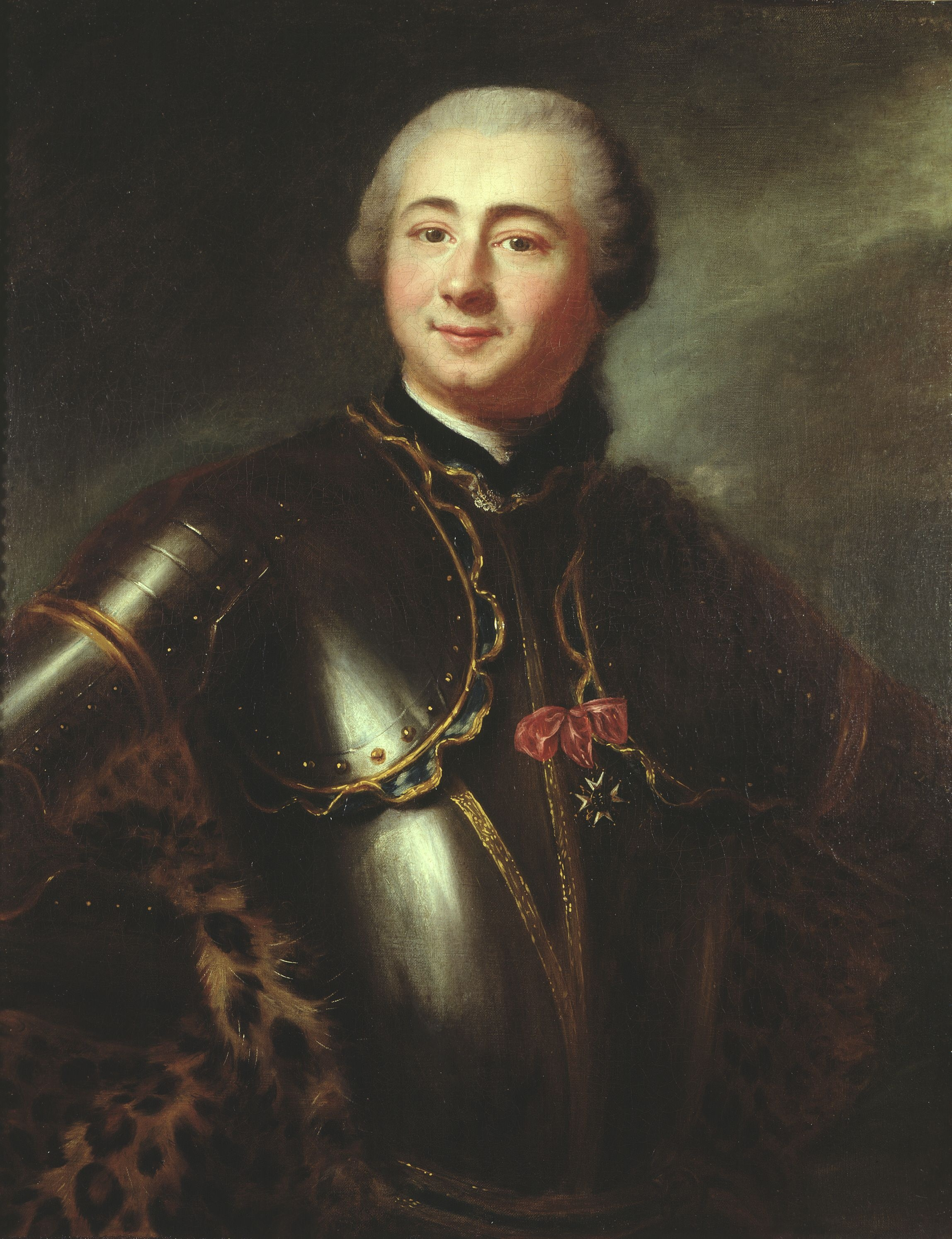
シャルル・デシャン・ド・ボワシェール・エ・ド・ラフェト （1753年）

1710年にポートロワイヤルの戦いが起きてから45年の間、アカディア人はイギリスへの絶対的忠誠の誓文への署名を拒み続けていた。また、ダートマス奇襲のように、イギリスに対抗して民兵が様々な活動を起こし、一方でルイブールやボーセジュール砦といった、フランスの砦へ重要な補給業務を請け負っていた。フレンチ・インディアン戦争期間中、イギリスは、彼らにとって脅威であるアカディアの兵力を無効にしようと努め、また、追放されたアカディア人によるルイブールへの補給線維持を、阻止しようとした。

下を流れるのがプティクーディアク川、上がメムラムクーク川。2つが合流する手前の、プティク－ディアク川の南岸にヒルズボロが見える。

ロワイヤル島（現在のケープ・ブレトン島）で1758年にルイブールの戦いが起こった後、アカディア人はサンジャン島（プリンス・エドワード島）現やロワイヤル島を去って、本格的にニューブランズウィックに移動した。この年は2度目の追放作戦であるサンジャン島方面作戦も行われた。ある歴史家によれば、この作戦は前のよりもかなり残忍かつ冷酷なものであった。
プティクーディアクは2つの小さな川、シェポディ川とメムラムクック川（トロワリビエールと地元で呼ばれる3本の川の内の1つ）に挟まれた場所に位置している。1755年、ファンディ湾方面作戦の1週間後、イギリス軍はプティク―ディアクの戦いでチプーディとヒルズバラの集落を襲った。同じ1755年の11月にイギリス軍は、この地域の残りのアカディア人を拘留し、200頭の家畜を殺した。
1757年の9月10日、第43歩兵連隊の大尉ジョン・ノックスは、命令を受け、レンジャーズと正規兵の800人の混成軍と合流して、チプディに向かった。この場所はアカディア人とミクマク族のシグネクト攻撃の拠点となった場所だった。そのほぼ７箇月後、1758年3月28日に、ゴラム率いるレンジャーズがチプディを攻撃したが、そこには女子供しかいないのに気づいた。男たちはカンバーランド砦に向かって、そこでスクーナーを攻撃したのだ。レンジャーズは、彼らの前回の襲撃からの立ち直りの速さに驚いた。

## 作戦
1758年6月、ダンクス率いるレンジャーズの大佐、ミークに率いられた55人の部隊がプティクーディアク川を進んでいた。彼らはその場がアカディア人とミクマク族の奇襲の起点であることにうすうす気づいていた。その場所で40人のアカディア人に接したが、捕えることはできなかった 。  
1758年7月1日、ダンクスは自分たちでアカディア人たちの追跡を始めた。彼らは現在のモンクトンに到着し、ジョゼフ・ブルッサール（ボーソレイユ）に率いられた30人のアカディア人を待ち伏せした。これにより多くのアカディア人が川へと追いやられ、うち3人が殺されて頭皮を剥がれ、他の者は捕囚された。ブルッサールは重傷を負った。ダンクスは、頭皮はミクマク族のもので、この頭皮に対して報酬を受けたと報告している。その後、この話は、レンジャーズの「最も無謀かつ残忍な話」として、地元に伝わることになる。
1758年12月、ダンクス・レンジャーズはプティクーディアク川を上り、翌日、4人の男、12人の女と子供を捕虜として連れて戻った。捕虜たちはダンクスにブルッサールの家（現在のバウンダリークリーク）の情報を教えた。レンジャーズはすぐさま、ブルッサールの家を攻撃すべく、プティクーディアク川を上った。彼らが着いた時には家には誰もおらず、ダンクスは家畜を殺して野原と集落を焼いた 。 
レンジャーズは船に戻った。大尉のシルバヌス・コッブがレンジャーズを船に乗せ、川を上り下りして、11月13日から14日の2晩で家を壊し、作物を台無しにした。11月14日早朝、アカディア人の反乱軍が現れて、レンジャーズの2人が行方不明になっていた、恐らくは殺されたのであろう。しかし一旦援軍の小隊が到着すれば、レンジャーズはアカディア反乱軍の比ではなかった。レンジャーズは12人の女子供を人質に取った。ジョセフ・ゴラムは100の民家を焼いたと報告し、ダンクスの報告には、23の建物を壊したとあった。

## その後の展開

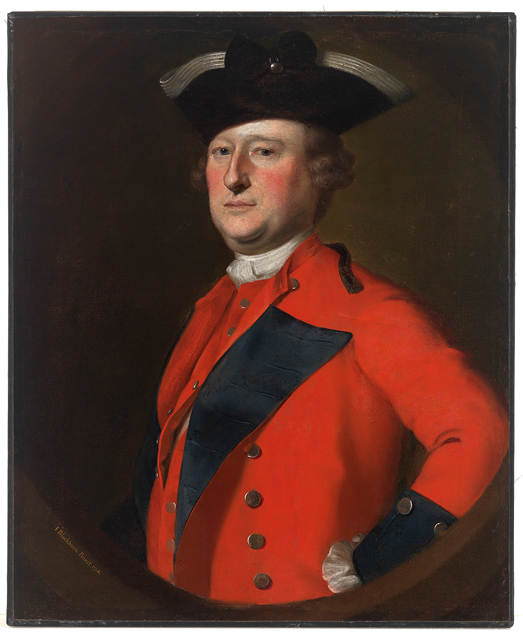
ジェフリー・アマースト（1758年）

プティクーディアク川からのアカディア難民たちはペノブスコット川（現在のアメリカ合衆国メイン州の地域）に向かったが、そこのプレブルとポウンノールは1759年早々に作戦により焼き払われた 。
イギリス軍少将のジェフリー・アマーストは、准将のジェームズ・ウルフを北東部の沿岸に派遣して、セントローレンス湾方面作戦の指揮官とした 。ウルフは無傷の3連隊と7隻の戦列艦を率いて、アカディアの野や入植地を破壊した。ウルフが他の任務に就いた後は、1760年のレスティゴーシュの戦いにより、プチ＝ロシェルの難民キャンプにいたアカディア人数百人が捕虜となった。
この作戦と並行してケープサーブル（現在のノバスコシア州ポート・ラ・ツアー）での作戦、セントローレンス湾方面作戦、セントジョン川方面作戦が行われた。

### 二次出典
- John Grenier. The Far Reaches of Empire: War in Nova Scotia, 1710-1760. Oklahoma University Press. 2008. pp. 200–201
- John Faragher. Great and Nobel Scheme. Norton. 2005.
- Earle Lockerby. The Deportation of the Prince Edward Island Acadians. Nimbus Press. 2008.
- (fr) Paul Surette, Petcoudiac - Colonisation et destruction - 1731-1755, Moncton, Les Éditions d'Acadie, 1998, ISBN 2-7600-0150-4.